# Polystichum spinulosum x dilatatum
Polystichum spinulosum x dilatatum là một loài dương xỉ trong họ Dryopteridaceae. Loài này được Sanio mô tả khoa học đầu tiên năm 1884.
Danh pháp khoa học của loài này chưa được làm sáng tỏ. 